# Nobu Matsuhisa
Nobu Matsuhisa (Saitama, 10 marzo 1949) è un imprenditore e attore giapponese.

## Biografia
Nato a Saitama, in Giappone, perse il padre a 8 anni a seguito di un incidente stradale. Lui e i suoi due fratelli minori vennero cresciuti dalla madre. Immediatamente dopo la morte del padre, per Nobu iniziò un lungo periodo di viaggi intorno al mondo.
Nel decennio seguente sperimentò molte culture e fu testimone in prima persona della povertà e della fame. Un'esperienza che lo segnò nel profondo e lo portò in seguito a spendersi a favore della comunità attraverso diverse iniziative solidali.
Dopo il diploma di scuola superiore, all'età di quindici anni, iniziò a lavorare come lavapiatti presso il ristorante Matsue Sushi a Shinjuku di Tokyo. Sempre nello stesso ristorante, studiò i movimenti dei maestri di sushi. Dopo sette anni fu invitato da un cliente abituale, un peruviano di origini giapponesi, ad aprire un ristorante giapponese in Perù. Nel 1973, all'età di 24 anni, decise di trasferì a Lima, capitale del Perù, dove aprì un ristorante con lo stesso nome di Matsue in collaborazione con il proprio sponsor. Nobu non fu però in grado di trovare molti degli ingredienti che dava per scontati in Giappone e dovette improvvisare: fu proprio qui che sviluppò uno stile unico di cucina che includeva ingredienti peruviani nei piatti giapponesi. L'idea non ebbe tuttavia un seguito felice e 3 anni dopo fu costretto a chiudere il ristorante. Dopo un breve soggiorno in Argentina, dove tentò una nuova apertura, alla fine si trasferì ad Anchorage, in Alaska, dove riuscì a inaugurare il suo ristorante. Circa due settimane dopo l'avvio dell'attività si verificò tuttavia un incendio e il ristorante andò a fuoco.
Nel 1977 si trasferì a Los Angeles, dove lavorò per il ristorante giapponese "Mitsuwa" e "Oshou". Nel 1987 tentò nuovamente la fortuna mettendosi in proprio aprendo il ristorante "Matsuhisa" sul boulevard La Cienega. Fu proprio qui che conobbe Robert De Niro, il quale stupito in particolare dal suo miso di merluzzo nero, lo incoraggiò ad aprire un ristorante a New York. Nel 1994 pose le fondamenta alla nuova catena di ristoranti, quando aprì il primo "Nobu" a Tribeca, a New York, in joint venture con Robert De Niro, Drew Nieporent, Meir Teper. Nel 1995 ricevette il James Beard Foundation Award, ottenendo diverse nomination negli anni successivi.

## Attore
Nobu ha interpretato alcuni ruoli minori in importanti film: in Casino (1995) insieme al suo partner Robert De Niro, in Austin Powers in Goldmember (2002) e in Memoria di una Geisha (2005)

## Hotels
A marzo 2021, sono presenti almeno 15 hotel Nobu in città come Chicago, Las Vegas, Malibu, Manila, Marbella, Miami Beach, Palo Alto, Varsavia, Perth, Doha, Barcellona e Londra.

## Filmografia
- Casinò (Casino), regia di Martin Scorsese (1995)
- Austin Powers in Goldmember, regia di Jay Roach (2002)
- Memorie di una geisha (Memoirs of a Geisha), regia di Rob Marshall (2005)